# Карел Беркгоф
Ка́рел Корне́ліс Бе́ркгоф (нід. Karel Cornelis Berkhoff; нар. 1965) — нідерландський історик, професор Центру досліджень Голокосту та геноцидів в Амстердамі. Захистив докторські дисертації з історії в Амстердамському і Торонтському університетах (в останньому його науковим керівником був Павло Роберт Магочій). Наразі є провідним науковим працівником у Нідерландському інституті студій з історії війни, Голокосту та геноциду (NIOD Instituut voor Oorlogs-, Holocausten Genocidestudies) Королівської академії наук і мистецтв Нідерландів і викладачем в Амстердамському університеті.

## Біографія
Карел Беркгоф отримав освіту в царині російських студій в Амстердамському університеті, радянських студій в Гарвардському університеті, та 1998 року закінчив студії україністики у Торонтському університеті.

## Наукова діяльність
Головно займається вивченням історії Другої світової війни в Східній Європі та СРСР. Був консульнтом документального фільму «Holocaust» (2000), який зняв канал ZDF (Німеччина).
Нині готує монографію з історії радянської пропаганди в 1941—1945 роках.
Основні публікації:
Англійською мовою:
- «The ‘Russian’ Prisoners of War in Nazi-Ruled Ukraine as Victims of Genocidal Massacre» (in Holocaust and Genocide Studies, vol. 15, nr. 1, 2001)
- «Ukraine under Nazi Rule (1941—1944): Sources and Finding Aids» (in Jahrbücher für Geschichte Osteuropas, vol. 45, nr. 1 en nr. 2, 1997)
- «Harvest of Despair: Life and Death in Ukraine Under Nazi Rule». Harvard University Press, 2004. 480 p.

Українською мовою:
- «Жнива розпачу: Життя і смерть в Україні під нацистською владою» / Переклад з англійської Тараса Цимбала. — К.: «Критика», 2011. — 456 с. Монографія присвячена дослідженню повсякденного життя та стратегій виживання під нацистською окупацією в 1941—1944 роках населення Райхскомісаріату Україна.

## Нагороди
- Франкельська нагорода за внесок у вивчення новітньої історії від Бібліотеки Вінер за книгу Harvest of Despair: Life and Death in Ukraine Under Nazi Rule[5].